# Oktoberrevolutions-Gletscher
Der Oktoberrevolutions-Gletscher (russisch Ледник Октябрьской Революции Lednik Oktjabrskoi Rewoljuzii) ist ein Gletscher im Wohlthatmassiv des ostantarktischen Königin-Maud-Lands. Er liegt in der Mittleren Petermannkette.
Russische Wissenschaftler benannten ihn nach der Oktoberrevolution. 